# Oxalis bojeriana
Oxalis bojeriana är en harsyreväxtart som beskrevs av Henri Ernest Baillon. Oxalis bojeriana ingår i släktet oxalisar, och familjen harsyreväxter. Inga underarter finns listade i Catalogue of Life.